# Liste der Essays, Aufsätze und Beiträge von H. P. Lovecraft
Die folgenden thematisch gegliederten Aufstellungen enthalten nachgewiesene Werke H. P. Lovecrafts, die weder dem erzählerisch-fiktiven noch dem lyrisch-poetischen Werk zuzurechnen sind.

## Amateurjournalismus
- A Task for Amateur Journalists (Juli 1914)
- Department of Public Criticism (November 1914)
- Department of Public Criticism (Januar 1915)
- Department of Public Criticism (März 1915)
- What Is Amateur Journalism? (März 1915)
- Consolidation’s Autopsy (April 1915)
- The Amateur Press (April 1915)
- Editorial (April 1915)
- The Question of the Day (April 1915)
- The Morris Faction (April 1915)
- For President—Leo Fritter (April 1915)
- Introducing Mr. Chester Pierce Munroe (April 1915)
- [Untitled Notes on Amateur Journalism] (April 1915)
- Department of Public Criticism (Mai 1915)
- Finale (Juni 1915)
- New Department Proposed: Instruction for the Recruit (Juni 1915)
- Our Candidate (Juni 1915)
- Exchanges (Juni 1915)
- For Historian—Ira A. Cole (Juni 1915)
- Editorial (Juli 1915)
- The Conservative and His Critics (Juli 1915)
- Some Political Phases (Juli 1915)
- Introducing Mr. John Russell (Juli 1915)
- In a Major Key (Juli 1915)
- Amateur Notes (Juli 1915)
- The Dignity of Journalism (Juli 1915)
- Department of Public Criticism (September 1915)
- Editorial (Oktober 1915)
- The Conservative and His Critics (Oktober 1915)
- The Youth of Today (Oktober 1915)
- An Impartial Spectator (Oktober 1915)
- [Untitled Notes on Amateur Journalism] (Oktober 1915)
- Little Journeys to the Homes of Prominent Amateurs: II. Andrew Francis Lockhart (Oktober 1915)
- Report of First Vice-President (November 1915)
- Department of Public Criticism (Dezember 1915)
- Systematic Instruction in the United (Dezember 1915)
- United Amateur Press Association: Exponent of Amateur Journalism (1915)
- Introducing Mr. James Pyke (Januar 1916)
- Report of First Vice-President (Januar 1916)
- Editorial (Februar 1916)
- Department of Public Criticism (April 1916)
- Among the New-Comers (Mai 1916)
- Department of Public Criticism (Juni 1916)
- Department of Public Criticism (August 1916)
- Department of Public Criticism (September 1916)
- Among the Amateurs (Oktober 1916)
- Concerning “Persia—in Europe” (Januar 1917)
- Amateur Standards (Januar 1917)
- A Request (Januar 1917)
- Department of Public Criticism (März 1917)
- Department of Public Criticism (Mai 1917)
- A Reply to The Lingerer (Juni 1917)
- The United’s Problem (Juli 1917)
- Editorially (Juli 1917)
- The “Other United” (Juli 1917)
- Department of Public Criticism (Juli 1917)
- Little Journeys to the Homes of Prominent Amateurs: V. Eleanor J. Barnhart (Juli 1917)
- News Notes (Juli 1917)
- President’s Message (geschrieben 11. September 1917; September 1917)
- President’s Message (geschrieben 28. Oktober 1917; November 1917)
- President’s Message (geschrieben 2. Januar 1918; Januar 1918)
- Department of Public Criticism (Januar 1918)
- President’s Message (geschrieben 8. März 1918; März 1918)
- Department of Public Criticism (März 1918)
- President’s Message (geschrieben 6. Mai 1918; Mai 1918)
- Department of Public Criticism (Mai 1918)
- Comment (Juni 1918)
- President’s Message (geschrieben 26. Juni 1918; Juli 1918)
- Amateur Criticism (Juli 1918)
- The United 1917–1918 (Juli 1918)
- The Amateur Press Club (Juli 1918)
- Les Mouches Fantastiques (Juli 1918)
- Department of Public Criticism (September 1918)
- Department of Public Criticism (November 1918)
- News Notes (November 1918)
- [Letter to the Bureau of Critics] (Januar 1919)
- Department of Public Criticism (Januar 1919)
- Department of Public Criticism (März 1919)
- Winifred Virginia Jordan: Associate Editor (April 1919)
- Helene Hoffman Cole—Litterateur (Mai 1919)
- Department of Public Criticism (Mai 1919)
- Trimmings (Juni 1919)
- For Official Editor—Anne Tillery Renshaw (Juli 1919)
- Amateurdom (Juli 1919)
- Looking Backward (Februar, März, April, Mai und Juni 1920)
- For What Does the United Stand? (Mai 1920)
- The Pseudo-United (Mai 1920)
- The Conquest of the Hub Club (September 1920)
- [Note in the United Amateur] (September 1920)
- Official Organ Fund (September 1920)
- News Notes (September 1920)
- Amateur Journalism: Its Possible Needs and Betterment (geschrieben vor dem 5. September 1920; 1966)
- [Note in the United Amateur] (November 1920)
- Editorial (November 1920)
- News Notes (November 1920)
- Official Organ Fund (Januar 1921)
- News Notes (Januar 1921)
- The United’s Policy 1920–1921 (Januar 1921)
- What Amateurdom and I Have Done for Each Other (geschrieben 21. Februar 1921; August 1937)
- News Notes (März 1921)
- Official Organ Fund (März 1921)
- The Vivisector (März 1921)
- [Letter to John Milton Heins] (April 1921)
- Lucubrations Lovecraftian (April 1921)
- The Vivisector (Juni 1921)
- The Haverhill Convention (Juli 1921)
- News Notes (Juli 1921)
- Within the Gates (geschrieben vor dem 4. Juli 1921; Frühjahr 1985)
- The Convention Banquet (geschrieben nach dem 4. Juli 1921; unveröffentlicht)
- News Notes (geschrieben nach dem 10. Juli 1921; Mai 1921)
- [Note in the United Amateur] (September 1921)
- Editorial (September 1921)
- News Notes (September 1921)
- A Singer of Ethereal Moods and Fancies (September 1921)
- News Notes (November 1921)
- Official Organ Fund (November 1921)
- [Note in the United Amateur] (November 1921)
- [Letter to John Milton Heins] (geschrieben ca. November 1921; Januar 1922)
- Editorial (Januar 1922)
- News Notes (Januar 1922)
- Rainbow Called Best First Issue (März 1922)
- News Notes (März 1922)
- Official Organ Fund (März 1922)
- The Vivisector (März 1922)
- News Notes (Mai 1922)
- Official Organ Fund (Mai 1922)
- [Letter to the N.A.P.A.] (geschrieben 30. November 1922; November [1922]–Januar 1923)
- President’s Message (geschrieben 11. Januar 1923; November [1922]–Januar 1923)
- President’s Message (geschrieben 7. März 1923; März 1923)
- Bureau of Critics (März 1923)
- Rursus Adsumus (März 1923)
- The Vivisector (Spring 1923)
- President’s Message (geschrieben 3. Mai 1923; Mai 1923)
- Lovecraft’s Greeting (geschrieben 29. Mai 1923; Juni 1923)
- President’s Message (geschrieben 9. Juni 1923; Juli 1923)
- [Untitled Notes on Amateur Journalism] (Juli 1923)
- The President’s Annual Report (geschrieben 1. Juli 1923; September 1923)
- Trends and Objects (März 1924)
- Editorial (Mai 1924)
- News Notes (Mai 1924)
- Editorial (Juli 1925)
- News Notes (Juli 1925)
- A Matter of Uniteds (Sommer 1927)
- The Convention (Juli 1930)
- Bureau of Critics (geschrieben 21. Oktober 1931; Dezember 1931)
- Critics Submit First Report (Dezember 1932)
- Verse Criticism (März 1933)
- Report of Bureau of Critics (Juni 1933)
- Bureau of Critics Comment on Verse, Typography, Prose (Dezember 1933)
- Bureau of Critics (Juni 1934)
- Chairman of the Bureau of Critics Reports on Poetry (5. September 1934)
- Mrs. Miniter—Estimates and Recollections (geschrieben 16. Oktober 1934; Frühjahr 1938)
- Report of the Bureau of Critics (Dezember 1934)
- Report of the Bureau of Critics (März 1935)
- Lovecraft Offers Verse Criticism (Juni 1935)
- Dr. Eugene B. Kuntz (September 1935)
- Some Current Amateur Verse (Dezember 1935)
- Report of the Executive Judges (geschrieben 25. April 1936; Juni 1936)
- Some Current Motives and Practices (geschrieben 4. Juni 1936; Ende Juni 1936)
- [Letter to the N.A.P.A.] (geschrieben 22. Juni 1936; Oktober 1936)
- [Literary Review] (geschrieben 23. Oktober 1936; Winter 1936)
- Defining the “Ideal” Paper (geschrieben 12. Januar 1937; Juni 1940)

- [Untitled Note on Amateur Poetry] (geschrieben wahrscheinlich in den 1930ern; unveröffentlicht)
- [On Notes High and Low by Carrie Adams Berry] (wahrscheinlich 1934)
- A Voice from the Grave (geschrieben wahrscheinlich Mitte der 1930er; Januar 1941)